# Балтиморские бунты (1919)
Балтиморские бунты 1919 года стали серией беспорядков, связанных с «Красным летом» 1919 года. По мере перемещения все большего количества афроамериканцев с юга на промышленный север они начали заселяться в районах, где преимущественно жили белые. Данное изменение демографии в городах усилило расовую напряжённость, которая периодически перерастала в беспорядки.

## Июльские события
Согласно отчету Хайнеса, изложенном в New York Times беспорядки произошли 11 июля.

## Октябрьские события
Также бунт в Балтиморе произошел в ночь с 1 на 2 октября 1919 года. Это в конце беспорядков Красного лета 1919 года. Небольшая группа солдат из Форт-Мид проходила по одной из улиц Балтимора, когда из соседнего дома вылетела бутылка и попала в одного из них. «Военные начали кричать на негров и призывали их выйти из своих домов». Были опасения, что может разразиться бунт, поэтому полиция Балтимора заставили солдат покинуть этот район.
Через час они вернулись «еще с пятидесятью или шестьюдесятью» и начали стрелять во всех встреченных чернокожих. Когда приехала полиция, они начали стрелять в солдат. К месту массовых беспорядков приехали «две патрульные группы» полиции. Четверо солдат были арестованы. Через полчаса они вернулись в ещё большем количестве и «бросились в атаку по Восточной авеню». Полиция встретила их «тяжелыми дубинками». Были арестованы ещё двое солдат, после чего порядок был восстановлен.
Суд Балтимора приговорил шестерых арестованным к незначительным штрафам.

## Последствия
Эти столкновения стали частью многочисленных гражданских беспорядков, называемых «Красных летом 1919 года». Летом начались нападения на чернокожие общины в более чем трех десятках городов и округов. В большинстве случаев толпы белых нападали на черные кварталы. В некоторых случаях группы чернокожего населения оказывали сопротивление, особенно в Чикаго и Вашингтоне. Во время этих событий большинство смертей пришлись на сельские районы, в частности бунт в Элейн (Арканзас), где, по оценкам, было убито от 100 до 240 чернокожих и 5 белых. Также в 1919 году произошли беспорядки в Чикаго и Вашингтоне, в результате которых погибли 38 и 39 человек соответственно, причем в обоих случаях было большое количество несмертельных травм и значительного материального ущерба.